# Ferdinand Kauer
Ferdinand Kauer, född 18 januari 1751 i Kleintajax vid Znaim, död 13 april 1831 i Wien, var en österrikisk tonsättare. 
Kauer var en populär sångspelskompositör samt teaterkapellmästare i Wien och Graz. Han komponerade nära 200 operor och sångspel, bland vilka i synnerhet Das Donauweibchen (1798; "Donaufrun", 1844) blev mycket spritt. De flesta av hans övriga kompositioner (bland annat symfonier, kammarmusik, kyrkliga verk och sånger) gick förlorade vid Donaus översvämning 1830.